# Élections municipales de 2019 à Valence
Les élections municipales espagnoles ont lieu le 26 mai 2019 à Valence.

## Contexte
Les élections municipales de 2015 à Valence avaient vu la victoire du bloc de gauche, obtenant pile la majorité absolue (17 sièges) et mettant fin à la domination de Rita Barberá et du Parti populaire (PP) qui gouvernaient la ville depuis les élections municipales de 1991. Ce bloc de gauche avait permis à Joan Ribó de devenir maire et aux neuf conseillers de sa liste Compromís de gouverner, en composant avec les cinq conseillers du Parti socialiste ouvrier espagnol (PSOE) et les trois conseillers de Valence en commun / Podemos.

## Résultats
À l'issue de cette élection, l'équilibre entre les blocs droite et gauche reste inchangé, le bloc de gauche arrivant en tête, avec 17 sièges. En son sein, Compromís gagne un siège, le PSOE en gagne deux, et Podemos perd ses trois sièges, sortant ainsi du conseil municipal. Au sein du bloc de droite, l'arrivée de Vox au conseil ampute le Parti populaire de deux sièges.
|                          |                                                         |         |       |       |        |               |
| Parti                    | Parti                                                   | Voix    | %     | +/-   | Sièges | +/-           |
|                          | Compromís                                               | 106 430 | 27,44 | 4,14  | 10     | 1             |
|                          | Parti populaire (PP)                                    | 84 491  | 21,78 | 3,99  | 8      | 2             |
|                          | Parti socialiste ouvrier espagnol (PSOE)                | 74 848  | 19,30 | 5,30  | 7      | 2             |
|                          | Ciudadanos (Cs)                                         | 68 293  | 17,61 | 2,20  | 6      | en stagnation |
|                          | Vox                                                     | 28 139  | 7,25  | 6,45  | 2      | 2             |
|                          | Unidas Podemos-Gauche unie (UP-EUPV)                    | 16 176  | 4,17  | 10,36 | 0      | 3             |
|                          | Parti animaliste contre la maltraitance animale (PACMA) | 3 209   | 0,83  | 0,25  | 0      | en stagnation |
|                          | Valenciens en mouvement (UIG-SOMVAL-CUIDES)             | 1 398   | 0,36  | 0,35  | 0      | en stagnation |
|                          | En avant-Les Verts (Avant)                              | 687     | 0,18  | 0,05  | 0      | en stagnation |
|                          | Avec vous, nous sommes démocratie (Contigo)             | 513     | 0,13  | Nv.   | 0      | en stagnation |
|                          | Peuple démocratique (Poble)                             | 355     | 0,09  | 0,60  | 0      | en stagnation |
|                          | Parti communiste des peuples d'Espagne (PCPE)           | 276     | 0,07  | 0,04  | 0      | en stagnation |
|                          | Gauche républicaine du Pays valencien-AM (ERPV)         | 270     | 0,07  | Nv.   | 0      | en stagnation |
|                          | Pour un monde + juste (PUM+J)                           | 184     | 0,05  | Nv.   | 0      | en stagnation |
|                          | Communauté valencienne tous ensemble (aUna CV)          | 164     | 0,04  | Nv.   | 0      | en stagnation |
|                          | Agir avec vous-Parti pour la société (ACPS)             | 157     | 0,04  | Nv.   | 0      | en stagnation |
|                          | Sièges en blanc (EB)                                    | 135     | 0,03  | 0,16  | 0      | en stagnation |
|                          | Phalange espagnole (FE-JONS)                            | 126     | 0,03  | Nv.   | 0      | en stagnation |
|                          | Démocrates valenciens (DV)                              | 118     | 0,03  | Nv.   | 0      | en stagnation |
|                          | Parti libertarien (P-LIB)                               | 115     | 0,03  | 0,02  | 0      | en stagnation |
|                          | Coalition des progressistes centrés (UPyD-CCD)          | 110     | 0,03  | 1,35  | 0      | en stagnation |
|                          | Allons-y (VMS)                                          | 90      | 0,02  | Nv.   | 0      | en stagnation |
|                          | Alternative républicaine (ALTER)                        | 63      | 0,02  | Nv.   | 0      | en stagnation |
|                          | Vote blanc                                              | 1 526   | 0,39  | 0,71  |        |               |
|                          |                                                         |         |       |       |        |               |
| Suffrages exprimés       | Suffrages exprimés                                      | 387 873 | 99,70 |       |        |               |
| Votes nuls               | Votes nuls                                              | 1 184   | 0,30  |       |        |               |
| Total                    | Total                                                   | 389 057 | 100   | -     | 33     | en stagnation |
| Abstention               | Abstention                                              | 197 567 | 33,68 |       |        |               |
| Inscrits / participation | Inscrits / participation                                | 586 624 | 66,32 |       |        |               |